# Mission impossible, 20 ans après
Cet article concerne la série des années 1980. Pour la série originale, voir Mission impossible.
Mission impossible (série télévisée)
Mission impossible, 20 ans après (Mission: Impossible) est une série télévisée américaine en 35 épisodes de 47 minutes créée par Bruce Geller, diffusée du 23 octobre 1988 au 24 février 1990 sur le réseau ABC. Elle fait suite à la série Mission impossible diffusée dans les années 1960.
En France, la série a été diffusée du 29 septembre 1991 au 19 avril 1992 sur M6. Rediffusion sur Série Club puis Direct 8 en 2009 et 2010. Elle reste inédite dans les autres pays francophones.

## Synopsis
Vingt ans après, Jim Phelps reprend du service pour des missions toujours aussi impossibles, entouré de nouveaux agents.

## Distribution
- Peter Graves (VF : Jean-Claude Michel) : James « Jim » Phelps
- Tony Hamilton (VF : Marc Alfos) : Max Harte
- Phil Morris (VF : Lionel Henry (acteur)) : Grant Collier
- Thaao Penghlis (VF : Bernard Demory) : Nicholas Blake
- Terry Markwell (en) : Casey Randall (saison 1)
- Jane Badler (VF : Malvina Germain) : Shannon Reed[3]
- Bob Johnson (en) (VF : Serge Blumenthal) : voix du disque

 Source et légende : version française (VF) sur RS Doublage

## Liste des épisodes
Saison 1
| Épisode | Épisode | Titre français | Titre original  | 1re diffusion aux États-Unis | 1re diffusion française |
| ------- | ------- | --- | --------------- | ---------------------------- | ----------------------- |
| 1       | 1.1     | Le tueur | The Killer      | 23 octobre 1988              | 15 juillet 1991         |
| 2       | 1.2     | La martingale | The System      | 30 octobre 1988              | 25 juin 1995            |
| 3       | 1.3     | L'hologramme | Holograms       | 6 novembre 1988              | 6 janvier 1995          |
| 4       | 1.4     | Le condamné à mort | The Condemned   | 20 novembre 1988             | 20 janvier 1995         |
| 5       | 1.5     | Le legs | The Legacy      | 26 novembre 1988             | 18 juin 1995            |
| 6       | 1.6     | Le mur | The Wall        | 11 décembre 1988             | 27 janvier 1995         |
| 7       | 1.7     | Le trafiquant | The Cattle King | 18 décembre 1988             | 3 février 1995          |
| 8       | 1.8     | Échec et Mat | The Pawn        | 15 janvier 1989              | 10 février 1995         |
| 9       | 1.9     | Le spectre | The Haunting    | 28 janvier 1989              | 17 février 1995         |
| 10      | 1.10    | Les lions d'or | The Lions       | 4 février 1989               | 24 février 1995         |
| 11      | 1.11    | La connexion grecque | The Greek       | 11 février 1989              | 20 août 1995            |
| 12      | 1.12    | Les affres du pouvoir avec une séquence pré-générique effrayante, constituée par la tentative de fuite de Casey, poursuivie par des gardes et des chiens, sa capture après qu'elle a buté contre le grillage de la propriété | The Fortune     | 18 février 1989              | 27 août 1995            |
| 13      | 1.13    | Des dossiers brûlants | The Fixer       | 25 février 1989              | 3 septembre 1995        |
| 14      | 1.14    | L'espion | Spy             | 18 mars 1989                 | 10 septembre 1995       |
| 15      | 1.15    | Les diables | The Devils      | 25 mars 1989                 | 17 septembre 1995       |
| 16      | 1.16    | Le fléau | The Plague      | 8 avril 1989                 | 24 septembre 1995       |
| 17      | 1.17    | Le masque dans cet épisode, un ancien agent de l’équipe est tué. Jim Phelps est accusé de ce meurtre. Il se trouve être non seulement le sosie du véritable meurtrier, mais possède en plus les mêmes empreintes digitales.  | Reprisal        | 15 avril 1989                | 1er octobre 1995        |
| 18      | 1.18    | Le sous-marin | Submarine       | 29 avril 1989                | 8 octobre 1995          |
| 19      | 1.19    | Le bayou | Bayou           | 6 mai 1989                   | 15 octobre 1995         |

Saison 2
| Épisode | Épisode | Titre français                 | Titre original           | 1re diffusion aux États-Unis | 1re diffusion française |
| ------- | ------- | ------------------------------ | ------------------------ | ---------------------------- | ----------------------- |
| 20      | 2.1     | Le serpent d'or (1/2)          | The Golden Serpent (1/2) | 21 septembre 1989            | 22 octobre 1995         |
| 21      | 2.2     | Le serpent d'or (2/2)          | The Golden Serpent (2/2) | 28 septembre 1989            | 29 octobre 1995         |
| 22      | 2.3     | La princesse                   | The Princess             | 5 octobre 1989               | 5 novembre 1995         |
| 23      | 2.4     | Soirée de gala                 | Command Performance      | 12 octobre 1989              | 12 novembre 1995        |
| 24      | 2.5     | Belle, fanatique et terroriste | Countdown                | 26 octobre 1989              | 19 novembre 1995        |
| 25      | 2.6     | Astrologie et art militaire    | War Games                | 2 novembre 1989              | 26 novembre 1995        |
| 26      | 2.7     | S.O.S. planète en danger       | Target Earth             | 9 novembre 1989              | 3 décembre 1995         |
| 27      | 2.8     | Les enfants du Führer          | The Fuehrer's Children   | 16 novembre 1989             | 10 décembre 1995        |
| 28      | 2.9     | La dame blanche                | The Banshee              | 30 novembre 1989             | 17 décembre 1995        |
| 29      | 2.10    | Pour l'amour de l'Art          | For Art's Sake           | 14 décembre 1989             | 23 décembre 1995        |
| 30      | 2.11    | Les moissons de la mort        | Deadly Harvest           | 6 janvier 1990               | 24 décembre 1995        |
| 31      | 2.12    | Le culte de l'oiseau de fer    | Cargo Cult               | 13 janvier 1990              | 30 décembre 1995        |
| 32      | 2.13    | La cible                       | The Assassin             | 20 janvier 1990              | 31 décembre 1995        |
| 33      | 2.14    | Cowboy                         | Gunslinger               | 3 février 1990               | 7 janvier 1996          |
| 34      | 2.15    | Regrets de Bogota              | Church Bells In Bogota   | 10 février 1990              | 14 janvier 1996         |
| 35      | 2.16    | Les sables de Seth             | The Sands Of Seth        | 24 février 1990              | 21 janvier 1996         |

## Personnages

### Nicholas Black
Interprété par  Thaao Penghlis dans les 2 saisons. C'est un « maître du déguisement » dans l'équipe, que l'on peut penser formé par Rollin.
Dans l'épisode 13 de la 2nde saison, il subit un lavage de cerveau; et du fait de ses compétences en déguisements, même si équipiers pourront s'y méprendre.

### Maxwell Hart
Interprété par  Anthony Hamilton dans les 2 saisons. C'est un spécialiste du tir, des armes automatiques, de la conduite ou du pilotage. Il possède une grande force physique ainsi qu'une bonne endurance physique, liées à des entraînement militaires.

### Grant Collier
Interprété par Phil Morris dans les 2 saisons. Autant dans la série que dans la vie, le fils a pris la place du père. Très athlétique, c'est aussi l'expert technique du groupe. Ses compétences sont l'intelligence de niveau génie, l'ingénierie électrique, mécanique ou informatique, furtivité, serrurerie, gestion des systèmes de sécurité, gadgets, surveillance, holographie et pyrotechnie,

### Casey Randall
Interprété par Terry Markwell . Elle est designer de renommée mondiale. Partie en amont, elle est tuée au combat, capturée après avoir espionné les dictateurs déchus Luis et Émilia Bérézan et s'être fait injecter de force une dose mortelle (S1é12, les affres du pouvoir). Elle a été remplacée dans l'équipe par Shannon Reed, recrutée pour faire tomber le couples de dictateurs.

### Shannon Reed
Interprété par Jane Badler. Recrutée dans l'équipe pour aider à la mission visant à éliminer Luis et Émelia Bérézan dans « les affres du pouvoir »
Dans l'épisode s02é15: Regrets de Bogota,  les rois de la drogue ont déclaré la guerre au gouvernement. Le juge Juan Silvero, connu pour sa lutte contre la drogue, est tué par Magdalena, le plus puissant baron de la drogue en Colombie. L’équipe  est envoyée à Bogota pour démanteler le réseau de ce dernier. Mais Shannon perd la mémoire dans un accident d’avion, et le neveu de Magdalena en profite pour la séduire. Ils sont proches du mariage quand ses amis lui font retrouver ses souvenirs. Elle repart avec eux, triste de quitter un homme qu'elle a aimé.

## Commentaires
- En 1988, Mission impossible, 20 ans après ressuscite la série des années 1960, avec de nouveaux acteurs et donc de nouveaux personnages. La production de la série débuta en pleine grève des scénaristes, ce qui explique que de nombreux scénarios de la série originale furent réutilisés[5]. Mais le succès n'étant pas au rendez-vous, elle s'arrêta après deux saisons.
- Même si la série a comme « personnage » principal une équipe, il y a quand même une vedette : Peter Graves, archétype de l'Américain rassurant aux nerfs d'acier, incarnant le chef de l'équipe, Jim Phelps. C'est le seul à ne pas avoir de spécialité précise, mais c'est le stratège de l'équipe. Il élabore tous les scénarios des missions et il choisit ses équipiers en fonction des besoins de la mission : un rituel, au moins pour les premières saisons, au cours duquel il passe en revue les fiches des membres de l'IMF pour choisir ses équipiers (toujours les mêmes, bien sûr…). Dans quelques épisodes, il s'adjoint un spécialiste dans un domaine précis (médecin, illusionniste, etc.). Il semble recevoir directement les ordres d'un lointain service supérieur dont on ne sait à peu près rien, et ne discute jamais les solutions techniques envisagées par ses acolytes, si démentes soient-elles. Pour lui, tout est normal : il a confiance en eux, car ce sont les meilleurs.
- Le nom de code gouvernemental de l'équipe est : « US ALPHA 716 CHARLIE »[6]
- Phil Morris, l'interprète Grant Collier - n'est nul autre que le fils de l'acteur Greg Morris qui incarnait Barney Collier dans la première série.
- Au début du 12e épisode le personnage de Casey Randall interprété par Terry Markwell est tué au cours d'une mission et se voit remplacé au sein de l'équipe par celui de Shannon Reed incarné par Jane Badler (connue pour son rôle de Diana dans la série V en 1983) jusqu'à la fin de la seconde saison.

## Adaptations

### Films
| Titre français                            | Année | Réalisateur           | Acteur principal | Budget        | Total box-office |
| ----------------------------------------- | ----- | --------------------- | ---------------- | ------------- | ---------------- |
| Mission: Impossible                       | 1996  | Brian De Palma        | Tom Cruise       | 78 000 000 $  | 456 481 886 $    |
| Mission: Impossible 2                     | 2000  | John Woo              | Tom Cruise       | 125 000 000 $ | 546 209 889 $    |
| Mission: Impossible 3                     | 2006  | J. J. Abrams          | Tom Cruise       | 150 000 000 $ | 397 501 348 $    |
| Mission: Impossible - Protocole Fantôme   | 2011  | Brad Bird             | Tom Cruise       | 145 000 000 $ | 679 400 000 $    |
| Mission: Impossible - Rogue Nation        | 2015  | Christopher McQuarrie | Tom Cruise       | 150 000 000 $ | 682 330 139 $    |
| Mission: Impossible - Fallout             | 2018  | Christopher McQuarrie | Tom Cruise       | 178 000 000 $ | 791 657 398 $    |
| Mission: Impossible - Dead Reckoning      | 2023  | Christopher McQuarrie | Tom Cruise       | 291 000 000 $ | 571 125 435 $    |
| Mission: Impossible - The Final Reckoning | 2025  | Christopher McQuarrie | Tom Cruise       | 400 000 000 $ | NC               |

### Jeux vidéo
- 1990 : Mission impossible (Konami)
- 1998 : Mission impossible (Atari)
- 2003 : Mission: Impossible - Operation Surma (Atari)

### DVD
| Intitulé du coffret                                           | Nombre d'épisodes | Support | Nombre de disques | Dates de sortie | Distributeur |
| ------------------------------------------------------------- | ----------------- | ------- | ----------------- | --------------- | ------------ |
| Mission impossible, 20 ans après - L'intégrale de la saison 1 | 19                | DVD     | 5                 | 2 mai 2012      | Seven7       |
| Mission impossible, 20 ans après - L'intégrale de la saison 2 | 16                | DVD     | 4                 | 5 octobre 2012  | Seven7       |
| Mission impossible, 20 ans après - L'intégrale de la série    | 35                | DVD     | 9                 | 11 octobre 2012 | Seven7       |